# Sologne
Pour les articles homonymes, voir Sologne (homonymie).

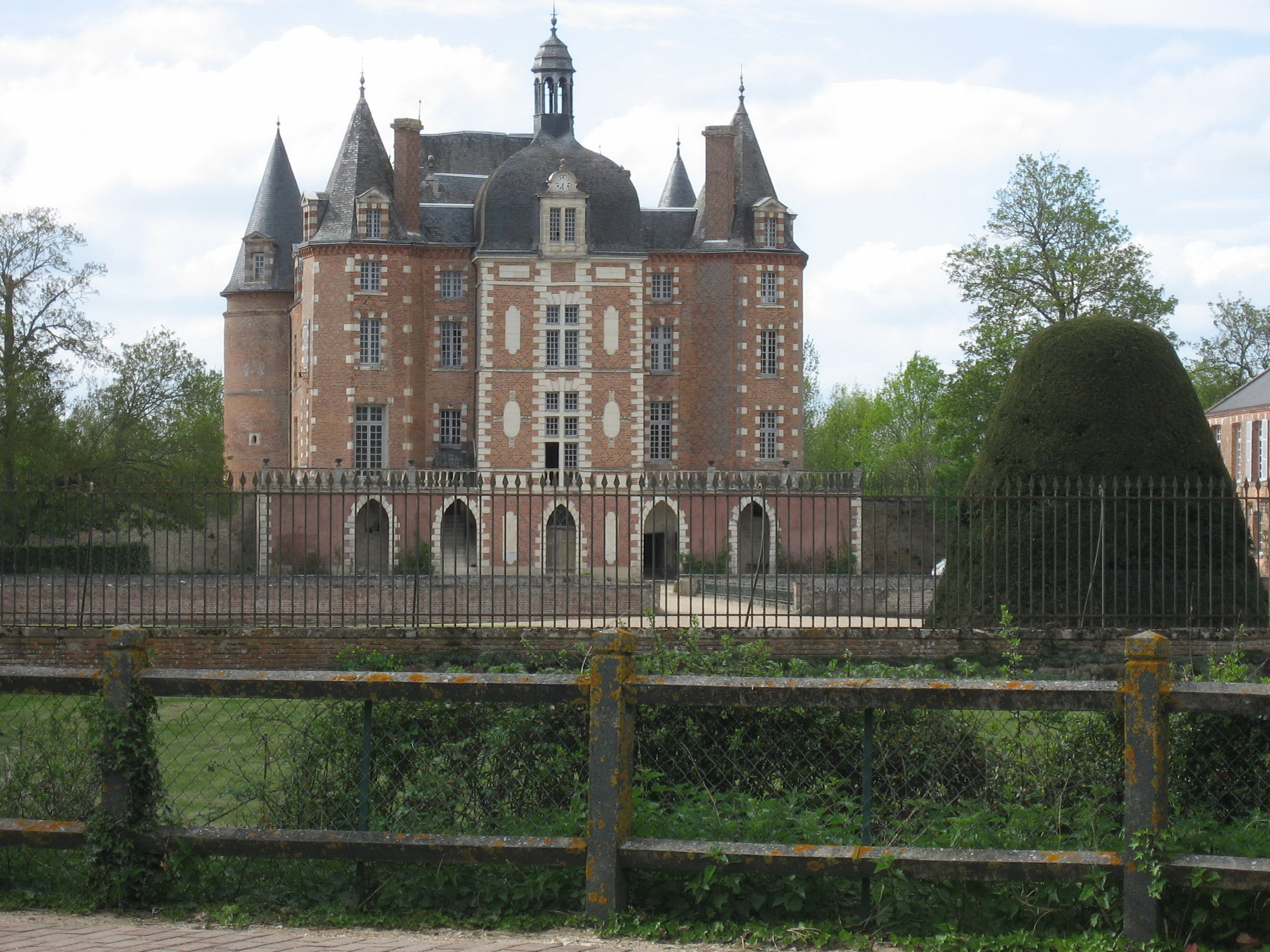
Le château de La Ferté-Imbault, construit en brique de Sologne.

La Sologne est une région naturelle forestière française de la région Centre-Val de Loire, historiquement partagée entre l'Orléanais et le Berry, comprise entre la Loire et l'un de ses affluents, le Cher.
Ses habitants sont appelés les Solognots. Orléans, Blois, Gien et Vierzon en sont limitrophes (extérieurement).

## Géographie

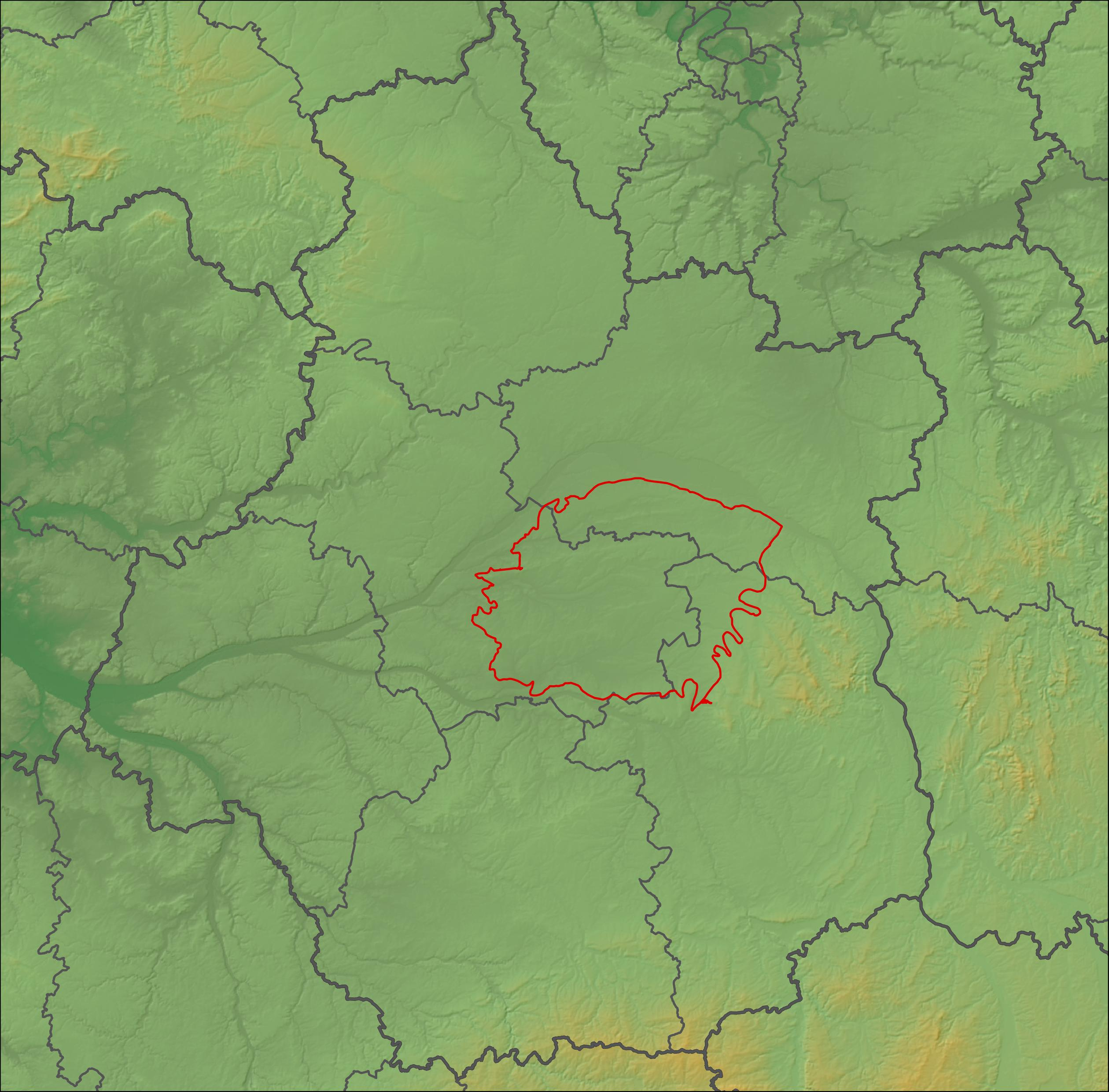
Carte topographique de la Sologne dans la région Centre-Val de Loire.

### Situation

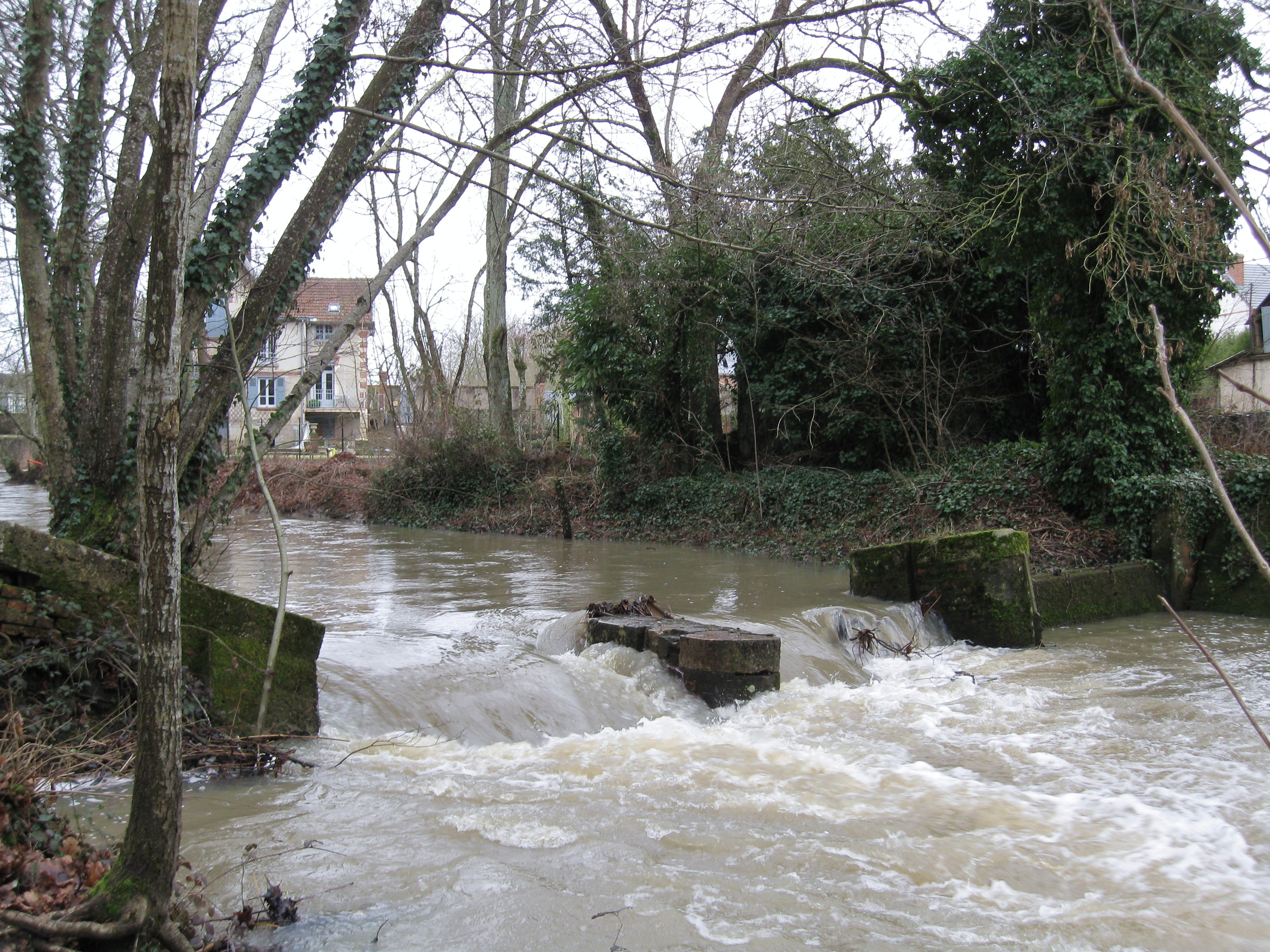
Le Beuvron à Lamotte-Beuvron.

La Sologne est une région naturelle française située dans la région administrative du Centre-Val de Loire. S'étendant entre la Loire et le Cher, elle correspond au sud de l'Orléanais. Elle englobe une partie des actuels départements du Cher, du Loiret et de Loir-et-Cher. Elle s'étend sur près de 5 000 km2.
Elle est entourée par les régions naturelles suivantes :
- au nord par le Val de Loire orléanais ;
- à l’est par la Puisaye et le Pays-Fort (NB : le site Natura 2000 « La Sologne » exclut les collines du Sancerrois qui lui sont orientales) ;
- au sud par la Champagne berrichonne et le Boischaut Nord ;
- à l’ouest par le Val de Loire tourangeau et le Blésois.

Il s'agit de la seule région naturelle qui fait l’objet d’une délimitation administrative officielle, à la suite d'une loi du 27 juin 1941 consacrée à la mise en valeur de ce territoire considéré comme particulièrement déshérité. L'arrêté du 17 septembre 1941 pris en application de la loi du 27 juin 1941 fixe ainsi officiellement la liste des 127 communes composant la Sologne.

### Topographie
La Sologne est une vaste plaine, bordée au nord par la vallée alluviale de la Loire. Son altitude varie de 80 m à l'ouest à 230 m au maximum à l'Est. Les cours d'eau s'écoulent principalement d'est en ouest en suivant la pente de la plaine, et façonnent des vallées dont le relief est très faible, souvent imperceptible.
La Sologne a presque toujours conservé un caractère sauvage et humide voire précaire. Jadis zone marécageuse, c'est Napoléon III qui ordonne son assèchement. Connue pour ses étangs, couvrant environ douze mille hectares soit 2 % de son territoire, l'élevage ovin y est alors important, et l'avantage des feuilles de résineux qui auraient des bienfaits pour les ovins qui les consommeraient y est mis en avant pour pousser au boisement de la région et à la sylviculture. Les ovins y sont ensuite décrits comme des faux-amis. Selon, Adolphe Brongniart, en 1852, sur les 420 000 hectares de terres, 300 000 ne sont bonnes que pour le boisement et y promeut donc la sylviculture. Ses forêts sont notamment décrites dans l'ouvrage Raboliot (1925) de Maurice Genevoix. La Sologne possède une forte tradition de pêche et de chasse, très souvent privées.
Son sol pauvre, argilo-sableux, est humide l'hiver et sec l'été. Il est défavorable à l'agriculture. Il a longtemps constitué un facteur d'insalubrité (paludisme).

### Sous-ensembles naturels
Deux espaces s'opposent en Sologne : la Grande Sologne (dite aussi Sologne des étangs) et la Sologne Sèche (dite Sologne viticole) mais il existe aussi d'autres divisions.
Pour l'Office français de la biodiversité la Sologne est divisée en quatre grandes unités écopaysagères. La « Sologne des terrasses », également appelée « Grande Sologne » occupe tout le nord, la Sologne des étangs le sud, la Sologne viticole et maraîchère le sud-ouest et la Sologne sèche le sud-est, :

#### Grande Sologne
La Grande Sologne ou Sologne des étangs est située au centre de ce pays. Le parc de Chambord constitue une sorte de zone tampon entre cette partie de la Sologne, avec les quelques lacs qui s’y trouvent, et le Blésois, caractérisé par ses grands espaces forestiers.
L'interfluve entre la vallée de la Loire et la vallée du Cosson constitue l'unité écopaysagère de la « Sologne des terrasses », les sols y sont moins humides et moins dégradés que dans le reste de la Sologne, le labour y est possible. Les boisements y sont également moins denses et plus épars. L'agriculture, sur sols pauvres, a laissé au fil des décennies la place aux domaines de chasse.

#### Sologne sèche
La « Sologne sèche » au sud-est est principalement constituée de cailloutis de silex et les forêts de résineux y occupent une grande surface. Il y a également de nombreuses bruyères. Les fonds de vallées comme celui de la Sauldre y sont tourbeux. La flore indigène comprend notamment : Sabline des montagnes (Arenaria montana), Flûteau nageant (Luronium natans), Bruyère vagabonde (Erica vagans), Caldésie à feuilles de parnassie (Caldesia parnassifolia), Chêne tauzin (Quercus pyrenaica), Piment royal (Myrica gale), Hélianthème faux alysson (Halimium lasianthum var alyssoides), Hélianthème en ombelle (Halimium umbellatum), Saule rampant (Salix repens), Rossolis à feuilles rondes (Drosera rotondifolia), Rossolis intermédiaire (Drosera intermedia), Linaigrette grêle (Eriophorum gracile), Linaigrette à feuilles larges (Eriophorum latifolium), Parnassue des marais (Parnassia palustris), Marisque (Cladium mariscus).

#### Sologne viticole
La « Sologne viticole et maraîchère », se situe au sud-ouest, alternant viticulture et maraîchage, espaces boisés et clairières pâturées, ce sont les marges solognotes qui font la transition vers la Touraine aux environs de Contres.

#### Sologne blésoise
Elle se situe à proximité de Blois. Le val du Beuvron, de sa confluence avec la Loire jusqu’à la commune de Tour-en-Sologne, est généralement considéré comme limite naturelle entre cette partie de la Sologne, sur sa rive gauche, et le pays blésois, sur sa rive droite.

#### Sologne berrichonne
Elle est située au sud-est entre Vierzon et Neuvy-sur-Barangeon.

#### Sologne caillouteuse
Il s'agit de la région environnant Aubigny-sur-Nère, jusqu’à Argent-sur-Sauldre au nord.

#### Sologne orléanaise
Juste avant le Val de Loire orléanais la Sologne orléanaise commence aux portes de la ville, après le quartier de La Source.

#### Sologne pouilleuse
Elle se situe aux environs de La Ferté-Saint-Aubin.

### Villes principales
Romorantin-Lanthenay est la principale localité, les autres cités d'importance sont Olivet dont seule une partie de la commune fait partie de la Sologne, La Ferté-Saint-Aubin, Salbris, Aubigny-sur-Nère, Lamotte-Beuvron, Argent-sur-Sauldre et Le Controis-en-Sologne.
Vierzon est à la limite de la Sologne, mais fait partie du Berry.

### Climat
Le climat est océanique dégradé, comme la majeure partie de l'Ouest du Bassin parisien.

### Hydrographie
Les cours d'eau sont nombreux : le Barangeon, le Beuvron, la Bonneure, le Cher, le Cosson, la Nère, la Rère, la Grande Sauldre, la Petite Sauldre, la Sauldre, la Tharonne et le canal de la Sauldre.
Plus de trois mille étangs dont les principaux sont ceux : du Puits, de Beaumont, de la Giraudière, de Teillay, de la Noue, Neuf, Perret, de la Prée, de la Grande Corbois, de Marcilly, des Binoches, Grand étang de Rhuys, de l'Aiguillon, des Landes.

### Voies de communication
Les autoroutes A71 et A85 ainsi que la ligne de chemin de fer des Aubrais - Orléans à Montauban-Ville-Bourbon traversent la région.
La ligne de Chemin de fer du Blanc-Argent assure le trafic voyageurs sur la section comprise entre Salbris (Loir-et-Cher) et Valençay (Indre) via Romorantin-Lanthenay.
La compagnie des Tramways de Sologne exploitait, au début du XXe siècle, une ligne reliant Brinon-sur-Sauldre à Romorantin-Lanthenay via Orléans.

## Toponymie
Le nom est attesté sous les formes Secalaunia (sans date), Secalonia en 651 (donation de Leodobodus), Secalonia au XIIIe siècle (cartulaire Notre-Dame de Beaugency),.
Selon Albert Dauzat, le premier élément représenterait une racine pré-latine *sēc- ou sĭc- « marécage », la même que l'on retrouverait dans le nom de la Seine < Sequana. Il est suivi de deux suffixes -al-onia, d'où Secalonia > *Sealogne > *Salogne > Sologne (par assimilation vocalique).
Cependant, le second élément -al-aunia, si l'on tient compte de la forme citée par Du Cange, pourrait être le même que celui que l'on identifie dans les toponymes du type Valognes, Valonne qui contiennent le thème vellauno / valauno attesté par plusieurs inscriptions votives gauloises. Même chose pour le vocable religieux Alauna qui est à l'origine des toponymes du type Alonne, Allonnes, recensés par A. Dauzat et Ch. Rostaing à l'article Allamps (les formes du type Allon(n)e(s) étant les plus fréquentes). Il est également bien attesté dans l'épigraphie gallo-romaine, associée par exemple à Mercure : Genio Mercurii Alauni (CIR, 1717) ou encore à Auguste : Sacro Alaunarum Augusti nostri (CIL III, 1883, Munich). Pierre-Yves Lambert y voit la signification de « nourricier » sur le thème celtique ala signifiant « nourrir » avec un suffixe d'agent issu de -mn-.

## Histoire

Lithographie représentant un paysage de Sologne, avec deux personnes et des chiens, gardant des vaches et moutons. Seconde moitié du XIXe siècle, par Jules Joseph Augustin Laurens (graveur) d'après Constant Troyon (entre 1840 et 1901)

Les noms de plusieurs villages de Sologne sont d'origine gauloise et les nombreux tumuli découverts montrent que la Sologne était peuplée à l'âge du fer. Les principaux cours d'eau portent également des noms d'origine celtique (gaulois) : Cosson, Beuvron (« rivière des castors »), Tharonne « rivière rapide ». La partie supérieure de la Sauldre, puis du Beuvron, constituait la limite entre le territoire des Carnutes et celui des Bituriges. Vaste forêt parsemée d'étangs, la Sologne fut à l'époque gauloise une forêt-frontière d'une grande importance : elle séparait deux importantes nations celtes, les Carnutes au Nord, les Bituriges Cubes au sud. Elle correspond à ce vaste massif appelé par les auteurs anciens « Forêt des Carnutes », dans laquelle se trouvait le principal Nemeton de la Gaule, considéré comme particulièrement important puisque commun à toutes les tribus de la Gaule (omphalos), et témoignant d'un sentiment d'appartenance gaulois au-delà des différences tribales.
Les étangs se sont sans doute multipliés entre le XIe et XIIIe siècles, permettant d'exploiter une terre humide et marécageuse. Le nombre d’étangs aurait atteint le nombre de quatre mille au XVIe siècle.
La guerre de Cent Ans n'épargne pas la Sologne : Romorantin est prise par le Prince Noir. Jeanne d'Arc traverse la région. À la fin de cette guerre, la remise en état du pays s'accompagne d'une modification du paysage avec la création de nombreux étangs, la pisciculture étant plus rentable que l'agriculture.
À la fin du XVe siècle, le roi et sa cour vont y séjourner. Louis XII s'installe à Romorantin. François Ier y rencontre Claude de France qu’il épouse ensuite. La Sologne connaît alors une relative prospérité.
La Renaissance s'accompagne d'un intérêt particulier de la bourgeoisie et de la noblesse pour son climat. Dans cette petite période de prospérité de nombreux châteaux et résidences nobles et bourgeoises furent construits, notamment à Chambord et à Cheverny. Les guerres de religion qui suivent cette période laissent une partie des terrains rendus cultivables à l'abandon.
Au cours des XVIIe et XVIIIe siècles, les marécages regagnent du terrain et la région s'appauvrit. Les Solognots suivront de très loin les soubresauts de la Révolution. La réforme administrative démembre la Sologne entre les trois départements de Loir-et-Cher, du Loiret et du Cher. Le seigneur Jérôme de Belfort y installe son château.
En 1848, Louis-Napoléon Bonaparte est élu président de la République. Le futur empereur possède un domaine à Lamotte-Beuvron et la Sologne bénéficie avec lui d'appréciables subventions et redécouvre un semblant de croissance. L'intérêt que l'empereur porte à la Sologne, en partie dû à des attaches familiales du côté de sa mère (Hortense de Beauharnais dont plusieurs ancêtres possédaient des domaines en Sologne), sa réputation cynégétique et le chemin de fer en 1847, vont alors attirer la grande bourgeoisie. Les bourgeois succèdent alors aux aristocrates.
Cette région, essentiellement agricole, abrite néanmoins une industrie textile importante sur Romorantin, qui constitue longtemps le seul foyer industriel du département. L'activité remontant au Moyen Âge se concentre au début du XIXe siècle dans la manufacture Normant frères (draps de laine, 1815 > 1969) qui périclite au XXe siècle.
Depuis l'agriculture et la sylviculture sont reléguées au second plan. La chasse rapporte plus et plus vite.
La Sologne a pour saintes patronnes Sainte Corneille à Jouy-le-Potier pour le nord et Sainte Montaine pour le sud.

## Administration
Plusieurs intercommunalités couvrent le territoire :
- Pays : syndicat Mixte du Pays Sologne Val-Sud[19] ;
- Pays de Grande Sologne[20] ;
- Communautés de communes : la Sologne des étangs[21], La Sologne des rivières[22], Cher - Sologne[23], Cœur de Sologne[24], Sauldre et Sologne[25] ou Pays de Chambord.

## Milieu naturel

### Écologie
Trois sections imbriquées du territoire de la Sologne figurent au réseau Natura 2000.
La plus vaste est dite de Sologne et couvre une superficie de 3 461,84 km2 dont plus de la moitié se trouve dans le département de Loir-et-Cher. Il s'étend du nord au sud, du sud de l'agglomération orléanaise au nord de Vierzon, et d'ouest en est, de l'est de l'agglomération blaisoise à Aubigny-sur-Nère.
Une deuxième zone dite des étangs de Sologne est une zone de protection spéciale (ZPS) depuis mars 2006, elle est incluse dans la première. Sa superficie est de 296,24 km2, elle s'étend, du nord au sud, de La Marolle-en-Sologne au nord-est de Romorantin-Lanthenay et, d'est en ouest, de Courmemin à Nouan-le-Fuzelier.
La troisième zone, également contenue dans la première, correspond au domaine de Chambord dont une partie est inscrite au patrimoine mondial de l'UNESCO. Classée ZPS depuis mars 2006, elle s'étend sur 46,65 km2 autour de la commune de Chambord. Cette zone a été proposée comme site d'importance communautaire en avril 2002.
La zone Natura 2000 « Sologne » est le plus grand Site d’Importance Communautaire terrestre d’Europe, couvrant une surface totale de 3 461,84 km2 soit presque 9 % de toute la région Centre-Val de Loire.
Une certaine préservation de ces milieux fragiles est permise par l'anthropisation[pas clair]. Le pâturage permettait autrefois ce travail et assurait une vie autarcique. Depuis la fin de la Seconde Guerre mondiale, cette activité a quasiment disparu. Désormais une grande partie de la Sologne se retrouve en situation de déprise agricole. La foresterie moderne trouve néanmoins un grand intérêt à la forêt solognote, par la diversité de son écologie.

### Flore

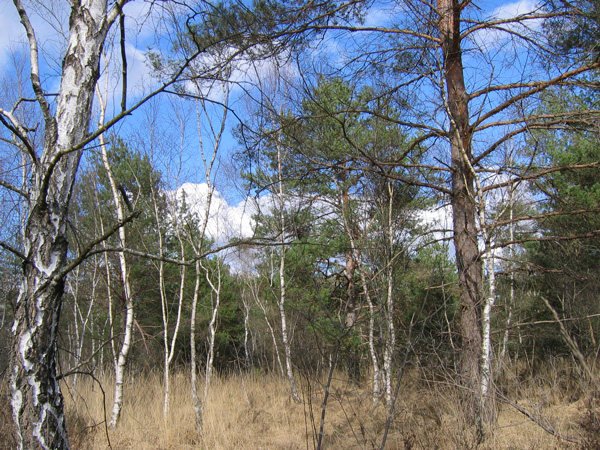
Forêt de pins et de bouleaux en Sologne.

La forêt couvre les trois quarts du pays solognot. Elle est constituée de plusieurs grands types forestiers. Les forêts les plus communes sont des forêts acidiphiles, adaptées aux sols pauvres et acides. Elles sont tantôt humides et tantôt sèches, en fonction de la topographie locale et des variations de la composition des sols, sableux filtrants ou plus ou moins argileux et retenant l'eau. On trouve aussi la chênaie-charmaie sur des sols moyennement humides et plus riches en nutriments, c'est le type le plus diversifié au niveau de sa flore, mais pas le plus étendu car ces sols ont souvent été les premiers défrichés pour l'agriculture. On le trouve notamment dans les vallées comme celles de la Sauldre, les forêts domaniales et les grandes propriétés forestières.
Les essences principales sont les chênes (le chêne pédonculé est le plus abondant, mais le chêne sessile et le chêne tauzin sont aussi présents), les pins (pin sylvestre principalement, pin laricio de Corse et pin maritime) et les bouleaux (principalement le bouleau verruqueux mais aussi le bouleau pubescent). On y trouve aussi le charme, le châtaignier, le noisetier, le peuplier tremble et l'érable champêtre. Au printemps, grâce à leur floraison, on distingue des fruitiers sauvages tels que : poiriers, pommiers, alisiers blancs ou merisiers.
Dans les sous-bois, on trouve différentes espèces de primevères, dont la plus connue est le coucou, de petites pervenches, de jacinthes des bois à clochettes violacées, de violettes des bois.
Certaines plantes, notamment les bruyères et les genêts, s'installent sur les landes. Un type de bruyère, la « bruyère à balais », appelée traditionnellement « brémailles », a été utilisé de longue date pour la confection de balais. Ce nom sert comme toponyme à de nombreux lieux en Sologne.
D'autres espèces typiques des zones tourbeuses sont présentes en Sologne comme à la Tourbière de la Guette, l'une des plus grandes de Sologne (23 ha). Une faune remarquable y niche également.

### Faune

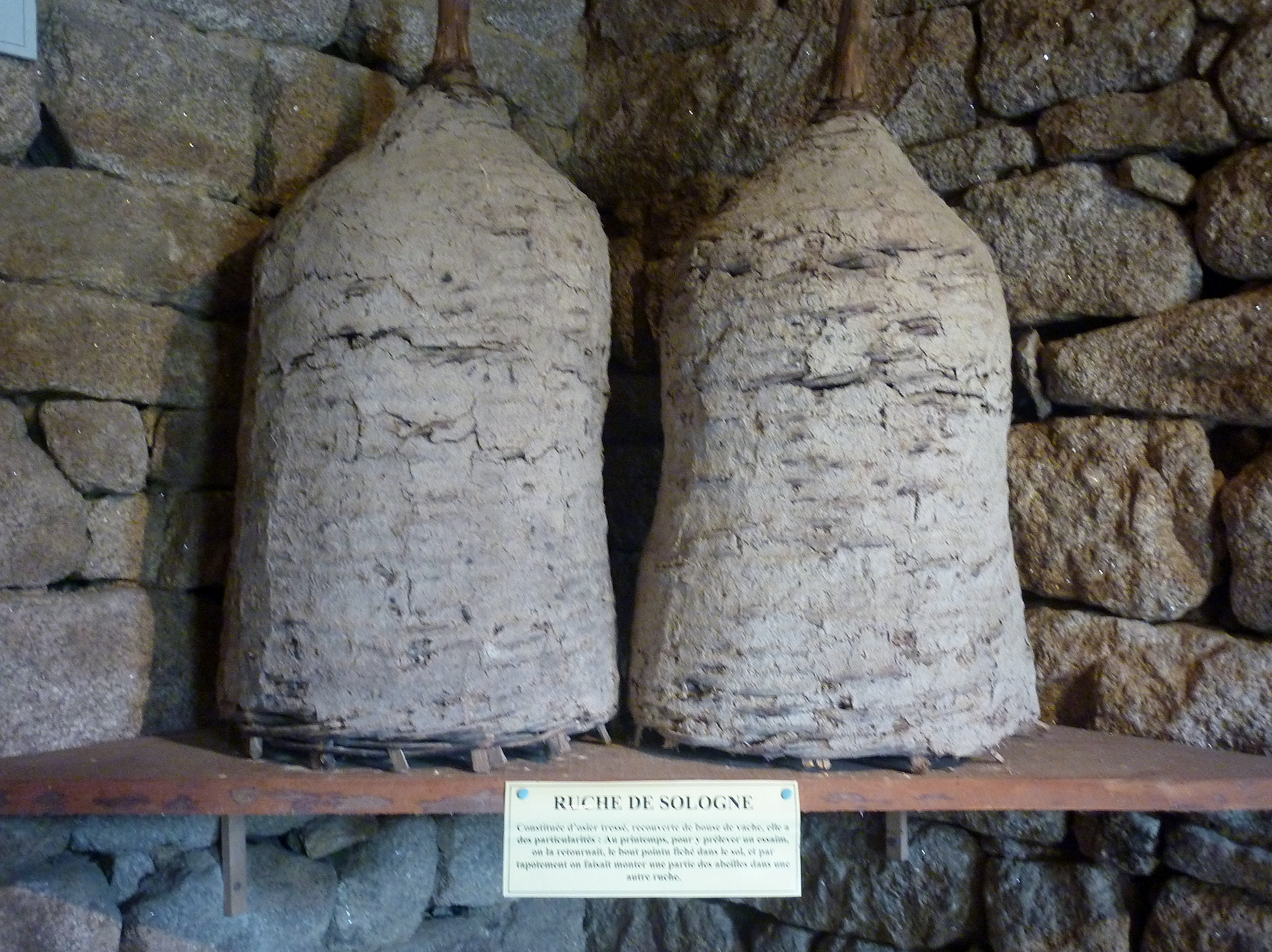
Ruches traditionnelles de Sologne (en osier tressé et bouse de vache).

En Sologne on rencontre assez fréquemment des animaux sédentaires comme les cerfs, chevreuils et sangliers qui recherchent la tranquillité des forêts. Le cerf a besoin d'espaces plus vastes sauf au moment du brame. Les biches comme les cerfs aiment les endroits calmes : les biches pour mettre bas et les cerfs pour se débarrasser de leurs bois et les refaire.
La Sologne est également le refuge de nombreux autres animaux carnivores, canidés et mustélidés comme les renards, martres, hermines, fouines, belettes, putois. Parmi les lagomorphes, le lapin de garenne, symbole de la chasse populaire en Sologne est maintenant limité du fait de la myxomatose.
Finalement on peut noter la présence de plus de deux cents espèces d'oiseaux, d'une bonne quarantaine d'espèces de mammifères, d'une trentaine d'espèces de poissons, d'une dizaine d'espèces de reptiles et d'autant de batraciens. Enfin les espèces d'insectes se comptent par milliers.
Un timbre-poste horizontal à l'en-tête de la Sologne, d'une valeur faciale d'un franc, est émis le 30 septembre 1972 : de couleur ocre et brun, il représente un grand cerf.

### Étangs

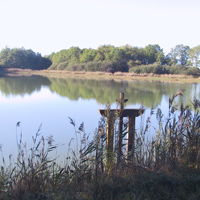
Un étang de Sologne.

La nature et l'imperméabilité du sol de la Sologne expliquent la présence de nombreux étangs (environ 3 200 qui représentent 11 500 hectares d'eau). Ils sont, pour la plupart, artificiels, car visant au développement de la pisciculture, de la reconstruction au lendemain de la guerre de Cent Ans à la « rénovation », sous Napoléon III, de cette région marécageuse. Ils sont particulièrement concentrés près de Fontaines-en-Sologne et autour de Saint-Viâtre, cette dernière zone étant appelée la Sologne des étangs. Les plus importants dépassent 50 hectares (une dizaine dans ce cas). Le plus grand et le plus visité est l'Étang du Puits, situé à environ 60 km au sud-est d'Orléans, d'une superficie de 95 hectares (totalité du site 180 hectares), établi à la fin des années 1860 comme réservoir destiné à alimenter le canal de la Sauldre. Tous ces étangs ne datent pas du Moyen Âge, pourtant, c'est bien à cette époque que la plupart furent créés afin de faire disparaître les vastes marais qui s'étaient formés à la suite des déboisements intensifs. Aujourd'hui, ces étangs entretenus, mais sauvages, constituent des milieux naturels pour la faune et la flore.
La pêche en étang, en automne, est l'une des plus anciennes traditions de Sologne.

## La solognisation: la chasse en enclos
La Sologne est quadrillée par environ 4000 kilomètres de grillages entourant de grandes propriétés privées afin de clore des territoires qui servent pour la chasse privée. Cette pratique d'engrillagement interdisant l'accès à de grandes parts d'un territoire est l'objet de discussions politiques et se désigne même par le terme de "solognisation" tant le phénomène est présent en Sologne. L'association Les amis des chemins de la Sologne en font le recensement kilométrique sur leur site Internet. Du côté des propriétaires des questions de sécurité sont avancées : empêcher les intrusions, protéger les promeneurs afin d'éviter les balles perdues, ainsi que les automobilistes en empêchant les animaux d'aller sur les routes traversant les forêts lors des battues. Pour les associations écologistes et locales, ces barrières causent des ruptures dans la libre circulation des espèces qui s'en trouvent considérablement affaiblies. Elles empêchent les migrations, favorisent la consanguinité et la présence de maladies qui peuvent se transmettre à des animaux d'élevage (par exemple la peste porcine due à des sangliers importés d'Europe de l'Est). Le nourrissage et l'importation d'animaux sauvages dans le seul but de les chasser posent aussi des questions éthiques propres à la chasse (les animaux ne sont plus vraiment sauvages et ils sont empêchés de fuir) ainsi qu'écologiques (la destruction par centaines d'individus affectant l'équilibre de la faune située dans ces enclos). Un danger existe aussi en cas d'incendie, les barrières empêchant les pompiers d'accéder à ces forêts privées. Un programme d'études nommé Dysperse et mené par l'INRAE de 2012 à 2015 a démontré le danger global que ces grillages font courir à l'équilibre de la nature solognote. Un projet de loi interdisant l'engrillagement a été voté en janvier 2023 obligeant à réduire la hauteur des grillages à 1,20 mètre au maximum.

## Patrimoine

### Linguistique
Le français régional de Sologne, communément appelé patois solognot, parlage solognot ou plus simplement solognot, est la variante de langue d'oïl parlée traditionnellement en Sologne. Proche des parlers orléanais et tourangeaux voisins, ce dialecte du français est aujourd'hui en déclin.

### Gastronomique
- L'agneau de Sologne
- Le miel de Sologne
- La tarte Tatin
- Les sablés de Nançay
- Les confitures de Sologne

### Légendes et traditions
La Sologne a abrité plusieurs animaux mythiques ou démoniaques dont la birette (qui prend plusieurs aspects, dont celle d'une licorne ou celle d'une vache noire), la cocadrille, espèce de dragon, ou encore la galipotte à Gy-en-Sologne.
Les légendes sont similaires à celles de la Brenne, autre zone humide. On trouve des fontaines miraculeuses comme celle de Saint-Caprais, dans la commune d'Yvoy-le-Marron. Également, en Sologne, ces légendes affirment qu'un fleuve gigantesque, la Malnoue, traverse le sous-sol, et surgit quelquefois pour tout inonder. Les crapauds et les grenouilles ont un rôle considérable dans les croyances présentes dans les zones humides. Le crapaud est l'esprit du mal indispensable à tous les produits de sorcellerie, à l'exception du calamite, bénéfique pour la maison. Les sorciers se réunissent les nuits de sabbat et mangent des galettes de crapauds frites. La grenouille a un rôle plus ambivalent et représente un esprit féminin, créature de DIeu, associée aux bienfaits. Cependant, venant du têtard, elle porte une certaine ambiguïté.

### Patrimoine bâti

#### Édifices civils

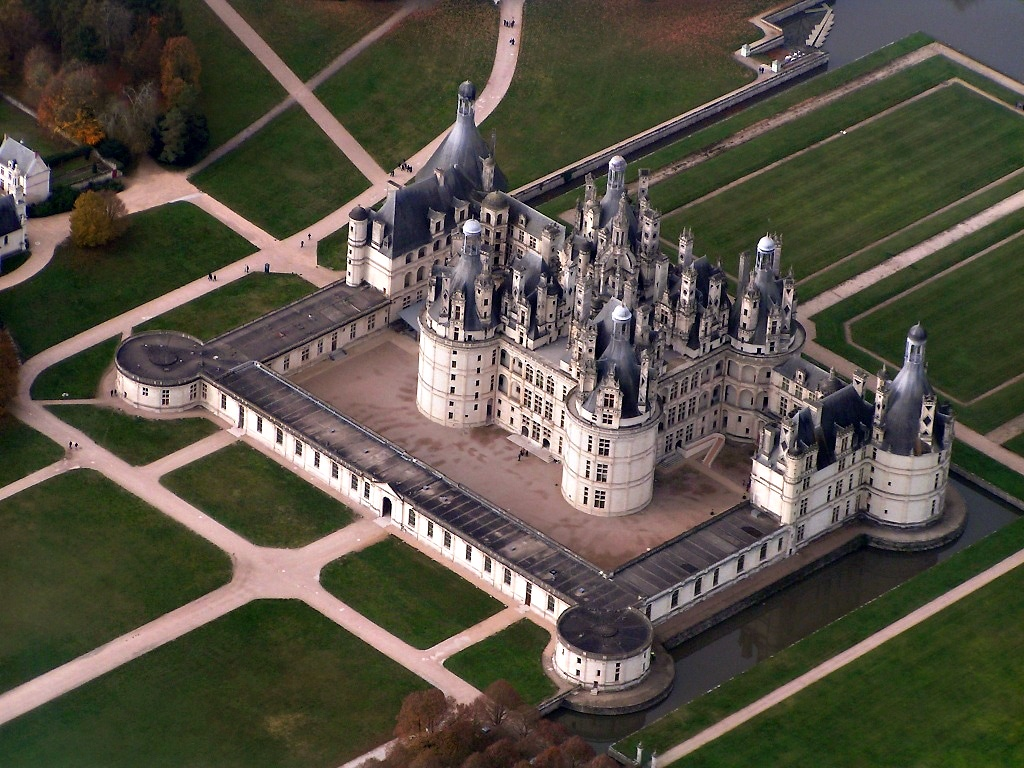
Le château de Chambord.

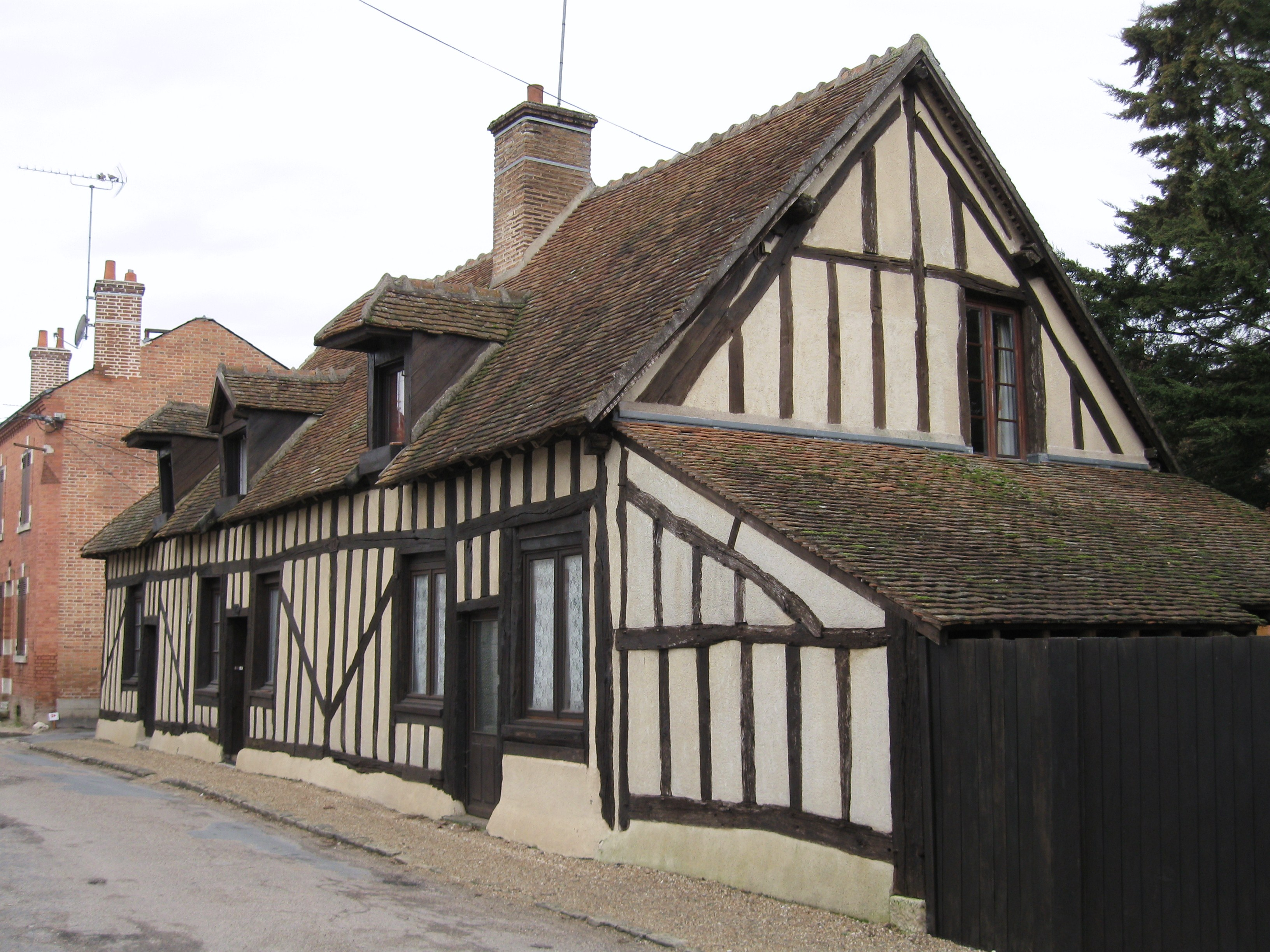
Maison à colombages, La Ferté-Saint-Aubin.

- L'habitat traditionnel solognot : habitations de briques rouges et vieilles maisons à colombages.
- La Vieille Halle de Bracieux : ancienne grange aux dîmes.
- La tuilerie de la Bretèche de Ligny-le-Ribault avec son four et ses séchoirs inscrits à l'inventaire des Monuments historiques depuis le 14 juin 1999[41].
- Les châteaux : Chambord, Cheverny, La Ferté-Saint-Aubin, du Moulin, La Ferté-Imbault, Blosset, Lamotte-Beuvron, château de Troussay, Aubigny-sur-Nère, La Chapelle-d'Angillon, du Lude.

#### Édifices religieux

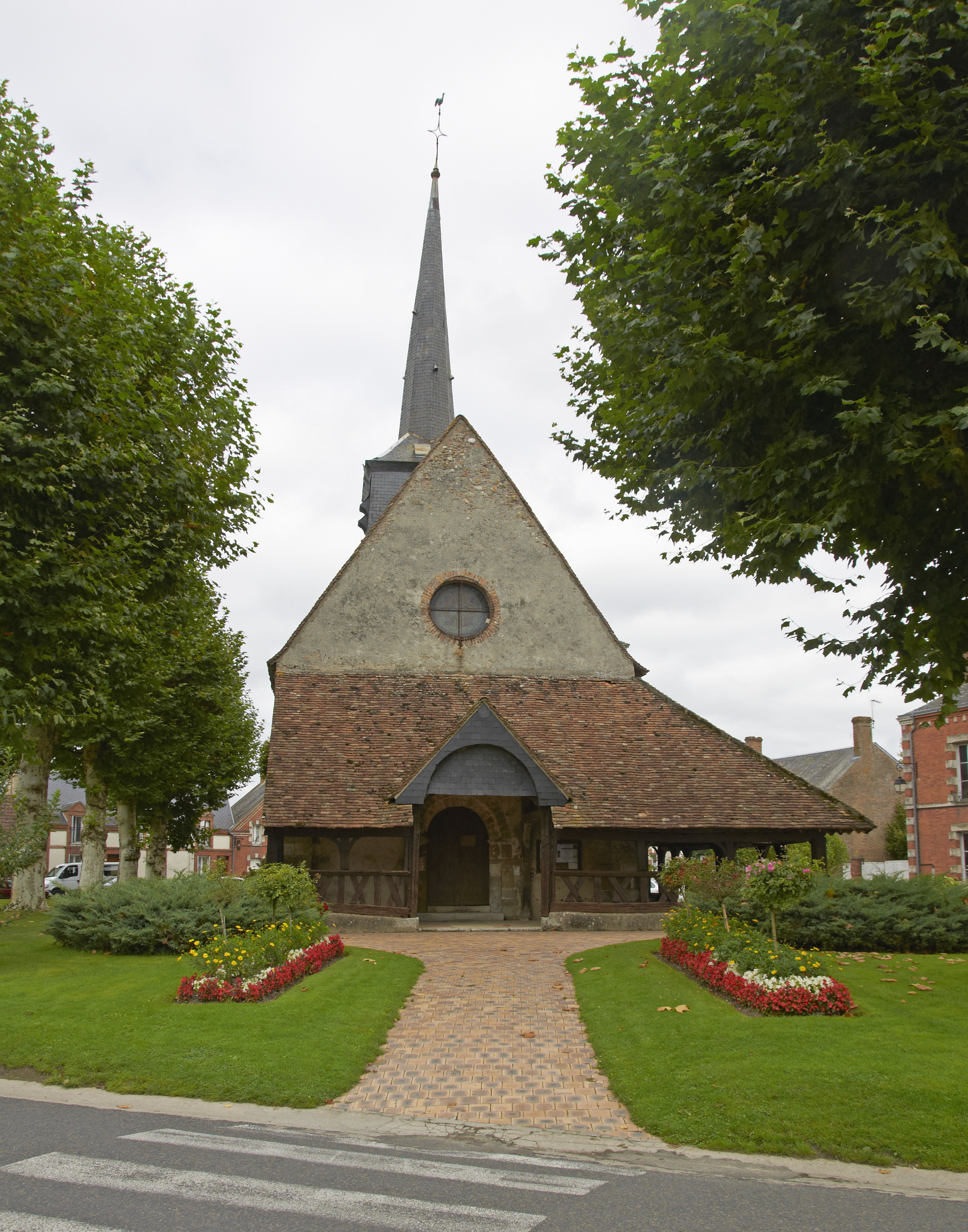
Le caquetoire de l'église de Souvigny-en-Sologne.

- La basilique Notre-Dame de Cléry-Saint-André.
- L’église Saint-Martin de Souvigny-en-Sologne avec son caquetoir et ses peintures murales.
- L’église Saint-Pierre de Vouzon pour sa tour-clocher en briques et sa grille de fer forgé dans le chœur.
- L’église Saint-Viâtre de Saint-Viâtre pour son clocher tors.
- L’église Notre-Dame d'Isdes pour son caquetoir.
- L’église Saint-Étienne de Chaumont-sur-Tharonne.
- L’église Saint-Barthélémy de La Ferté-Beauharnais.
- L’église Saint-Barthélémy de Brinon-sur-Sauldre pour son caquetoir.

### Autres éléments patrimoniaux
- Le canal de la Sauldre joignant Blancafort à Lamotte-Beuvron.
- L’étang du Puits, base nautique entre Argent-sur-Sauldre et Cerdon-du-Loiret.
- L’étang de Beaumont et son observatoire ornithologique à Neung-sur-Beuvron.
- La tourbière de la Guette, à Neuvy-sur-Barangeon.
- Le sentier d'interprétation de la Grande prairie à Pierrefitte-sur-Sauldre.
- Le domaine du Ciran à Ménestreau-en-Villette.

### Musées
- L'écomusée de l'association « Les amis du vieux Ligny » dont le but est la sauvegarde du patrimoine du village et de la Sologne à Ligny-le-Ribault.
- Le musée de Sologne à Romorantin-Lanthenay[42].
- La maison des étangs à Saint-Viâtre[43].
- La maison du braconnage à Chaon créée en mai 1997[44].
- La maison du cerf à Villeny[45].
- La maison de l'eau à Neuvy-sur-Barangeon[46]
- Le musée de l'artisanat rural ancien de Tigy[47].
- Le musée archéologique de Vienne-en-Val.
- L'Espace Automobile Matra à Romorantin-Lanthenay.
- Le Pôle des étoiles à Nançay, site géré par le conseil départemental du Cher[48].

### Blason

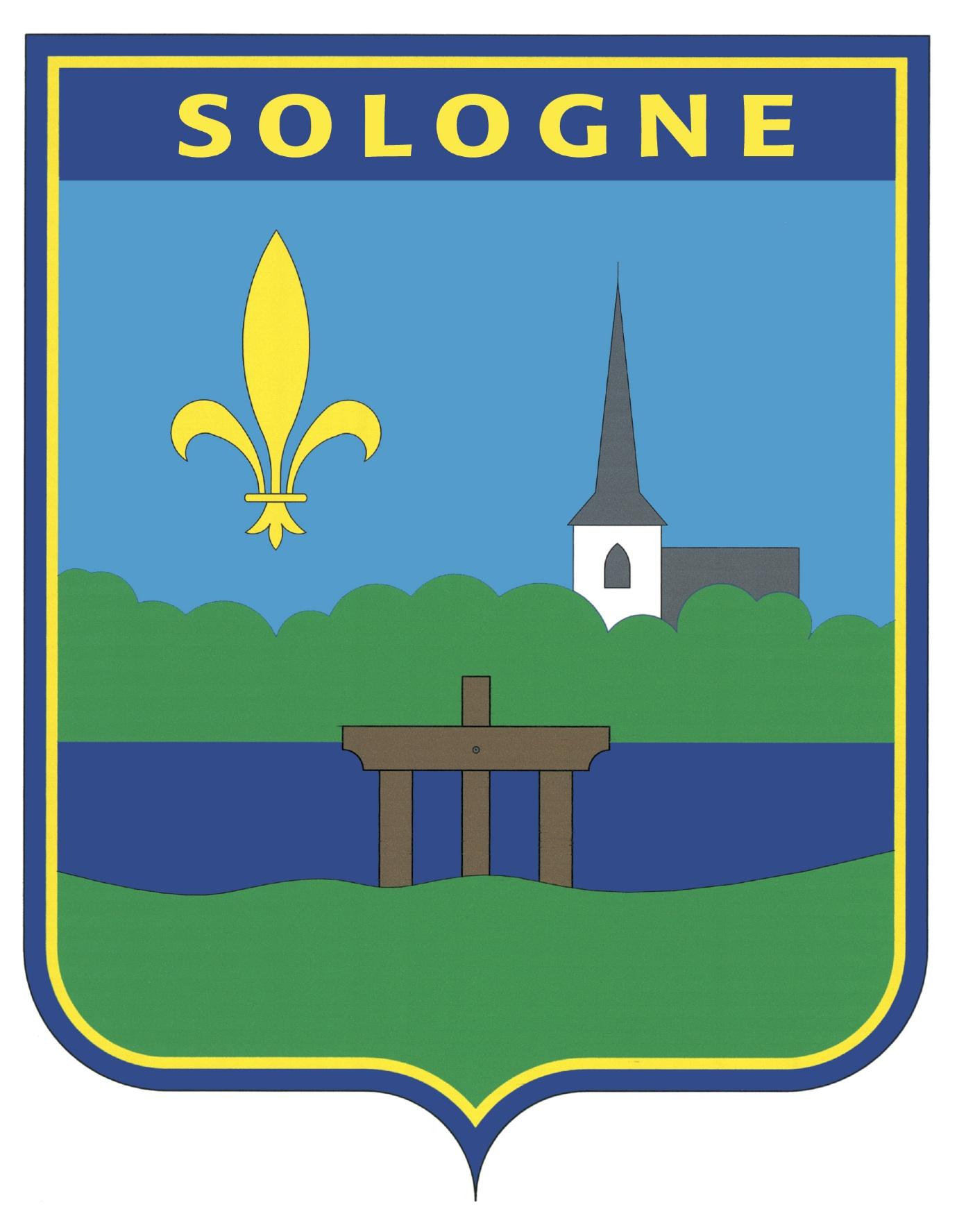
Blason non officiel de la Sologne.

N’ayant jamais été dotée d’une instance administrative unique, la Sologne n’a donné lieu à  aucun blason. Le journal « Le Petit Solognot » a voulu remédier à cette situation en organisant en mai 2011 un concours auprès de ses lecteurs pour que ceux-ci désignent le blason de la Sologne. Le jury a retenu le blason d'Alain Morisset.
Le blason de la Sologne a été placé dans le domaine public, il peut être utilisé librement et gratuitement par chacun, qu’il s’agisse d’un usage privé ou public.[réf. souhaitée]

## Médias

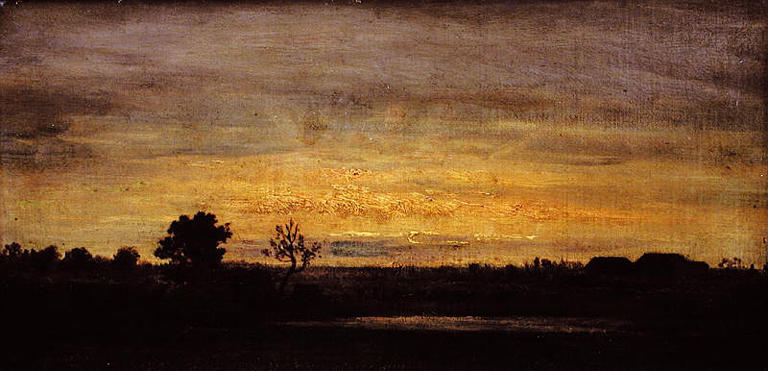
Crépuscule en Sologne
Théodore Rousseau, avant 1867
musée Condé, Chantilly

### Presse écrite
La région est couverte par plusieurs quotidiens :
- La Nouvelle République du Centre-Ouest, siège local à Blois ;
- Le Berry républicain, dans le Cher ;
- La République du Centre, d'Orléans jusqu'à La Ferté-Saint-Aubin.

Il existe plusieurs revues concernant la région :
- Origine Sologne, trimestriel ;
- Le Journal de la Sologne, quatre numéros par an, non compris les hors séries ;
- Le Petit Solognot, journal gratuit bimensuel ;
- La Sologne et son passé, publication du groupe de recherches archéologiques et historiques de Sologne

### Timbre-poste
Le 2 octobre 1972, l'administration des PTT émet un timbre-poste sur la Sologne représentant un cerf. La dessinatrice du timbre est Huguette Sainson.

### Télévision
- Le cèpe à sorcier : les champignons, épisode de la série de documentaires C'est pas sorcier, a été tourné en Sologne (1997).
- Thierry la Fronde, série française des années 1960 tournée en partie dans la région au château du Moulin à Lassay-sur-Croisne[50].
- Fais pas ci, fais pas ça, dont le début de la huitième saison se déroule en Sologne, utilisée pour son côté rustique et déconnecté.

## Personnalités liées à la région

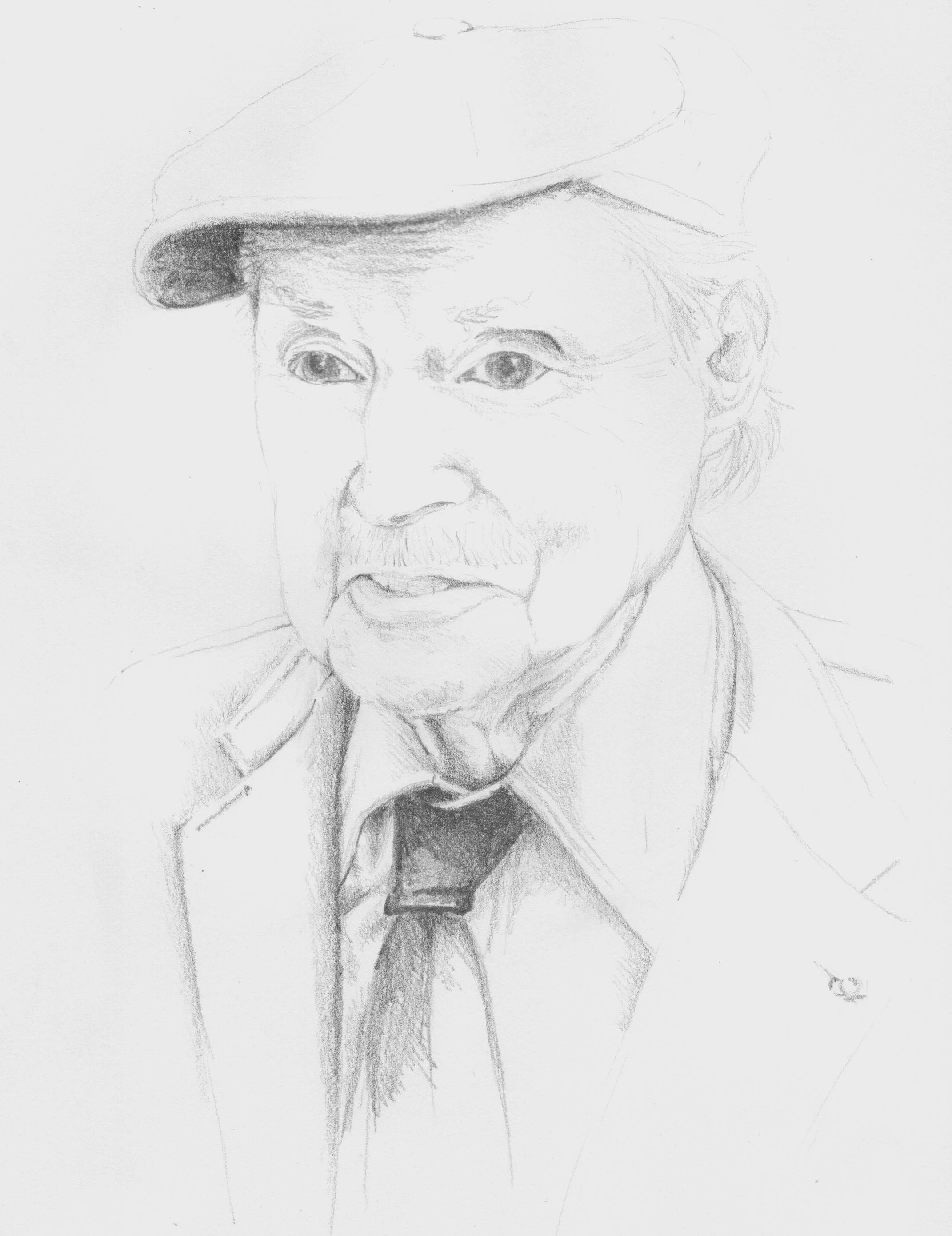
Maurice Genevoix.

- Caroline et Stéphanie Tatin (décédées en 1917 & 1911), inventrices de la fameuse tarte Tatin à Lamotte-Beuvron à la fin du XIXe siècle.
- Jacques d'Estampes (1590-1668), marquis de La Ferté-Imbault, seigneur de Salbris, maréchal de France, lieutenant-général de l'Orléanais, du Vendômois et du Dunois. La Ferté-Imbault était la plus grande seigneurie du sud de la Sologne.
- Eugène Labiche (1815-1888), auteur dramatique et académicien français, acheta en 1853 le château de Launoy à Souvigny-en-Sologne, commune dont il sera élu maire en 1868 ;
- Alain-Fournier (1886-1914), écrivain français né à La Chapelle-d'Angillon, auteur du roman Le Grand Meaulnes ;
- Marguerite Audoux (1863-1937), romancière française, prix Femina 1910 pour Marie-Claire, fut bergère et servante de ferme à Sainte-Montaine de 1877 à 1881 ; un musée lui est consacré à Aubigny-sur-Nère ;
- Maurice Bastide du Lude, aquafortiste et sculpteur né en 1870, médaille d'or à l'Exposition internationale des Arts et des Techniques de 1937, atelier au château du Lude en Sologne à Jouy-le-Potier ;
- Maurice Genevoix (1890-1980), romancier, poète et académicien français, auteur de Raboliot (prix Goncourt 1924) dans lequel il évoque la vie libre d’un braconnier de Sologne ;
- Jean-Bédel Bokassa, Bokassa Ier ( 1921-1996 ), ancien membre de l'Armée coloniale française, président puis empereur de Centrafrique. Il y posséda plusieurs propriétés.
- Bernard Edeine (1908-1999), ethnologue et archéologue français, a été enseignant à Romorantin et est l'auteur de nombreux travaux ethnologiques et linguistiques sur la Sologne ;
- Huguette Sainson (1929-2011), graphiste, publicitaire, auteure de plus de 250 timbres poste.
- Claude Seignolle (1917-2018), écrivain français, résida à Presly et Sainte-Montaine, auteur de Contes, récits et légendes des pays de France, dont le deuxième tome est en partie consacré à la Sologne ; son roman La Malvenue (1952) se déroule également dans cette région, au début du XXe siècle ;
- Pierre Simonet (1921-2020), écrivain, auteur des Contes des Pierderies, contes solognots  (ISBN 978-2-36975-030-7);
- Nicolas Vanier (né en 1962), écrivain, réalisateur et aventurier français né en 1962, qui vit en Sologne[51].
- Laurent Charbonnier, réalisateur, scénariste, directeur de la photographie, réalisateur d'images animalières et producteur français, qui vit en Sologne.